# Иглесиас, Вальтер
Ва́льтер Ма́тиас Игле́сиас (исп. Walter Matías Iglesias; 18 апреля 1985, Росарио, Аргентина) — аргентинский футболист, полузащитник греческого клуба «Астерас».

## Карьера
Вальтер начал футбольную карьеру в 2002 году в аргентинском клубе «Эль Экспресо де Эль Требол», в 2004 году полузащитник перешёл в молодёжную команду испанского «Атлетико Мадрид».
Летом 2005 года игрок был отдан в аренду в «Толедо», выступавший в Терсере.
Проведя за год только 5 матчей, Вальтер возвратился в Мадрид, где в течение одного сезона выступал за «Атлетико Мадрид Б». В летнее трансферное окно 2007 года Иглесиас, не сумев пробиться в основу, переехал в Грецию, где заключил контракт с «Ларисой». Вальтер достаточно быстро стал игроком основного состава и привлёк внимание других клубов, однако аргентинец остался в команде до конца 2011 года. 16 июля 2009 года полузащитник дебютировал в еврокубках, выйдя на поле во встрече квалификации Лиги Европы.
В конце 2011 года, отыграв полгода после вылета «Ларисы» по итогам сезона 2010/11 в Бета Этники, Вальтер перешёл в столичный «Атромитос». Свою первую встречу за новую команду аргентинец провёл 19 февраля 2012 года. Иглесиас принимал участие в финальной игре Кубка Греции против «Олимпиакоса», сравнял счёт в матче и перевёл его в овертайм, однако «Атромитос» уступил пирейцам в дополнительное время. 24 сентября 2012 года Вальтер отметился первым забитым за «Атромитос» голом, это произошло во встрече с «Панатинаикосом». В следующем сезоне вновь в игре с «Пао» Иглесиас сделал дубль и принёс своей команде победу со счётом 2:1.
25 февраля 2014 года китайский «Чанчунь Ятай» выкупил трансфер Вальтера. Игрок заключил контракт сроком на один год с возможностью пролонгации ещё на один. Дебютный матч в чемпионате Китая Иглесиас провёл 8 марта 2014 года. Два тура спустя полузащитник отметился забитым мячом в ворота «Гуанчжоу Эвергранд».
В январе 2015 года аргентинец возвратился в Грецию, заключив соглашение сроком до июня 2016 года с «Астерас».